# William Sylvester
William Sylvester, né le 31 janvier 1922 à Oakland (Californie) et mort le 25 janvier 1995 dans le Comté de Butte (Californie), est un acteur américain.

## Biographie
À la suite de son mariage avec l'actrice britannique Veronica Hurst, et après la fin de la Seconde Guerre mondiale, William Sylvester émigre en Grande-Bretagne. 
Dans les années 1950, il enregistre des fictions radiophoniques et joue dans de nombreuses séries télévisées (notamment des productions de la BBC), et apparaît dans bon nombre de films mineurs. On retiendra sa prestation auprès de Juliette Gréco dans une importante production britannique, La Lorelei brune de Lewis Allen (1959).
Au début des années 1960, il tourne une suite de films d'horreur de série B dont les Britanniques ont le secret : Gorgo (1961), La Poupée sanglante (1964), Orgie satanique (1965), etc. 
On l'aperçoit dans le cinquième opus britannique des aventures de James Bond, On ne vit que deux fois (1967), mais c'est au réalisateur américain Stanley Kubrick qu'il doit sa célébrité avec le rôle du professeur Heywood R. Floyd dans 2001, l'Odyssée de l'espace (1968). 
William Sylvester continue sa carrière jusqu'au début des années 1980 en enchaînant téléfilms, séries télévisées, et en figurant dans des productions américaines notables comme L'Odyssée du Hindenburg (1975) et Le ciel peut attendre (1978).

## Filmographie sélective
- 1949 : Donnez-nous aujourd'hui (Give Us This Day) d'Edward Dmytryk : Giovanni
- 1953 : Sa dernière mission (Appointment in London) de Philip Leacock
- 1954 : Meurtres sans empreintes (The Stranger Came Home) de Terence Fisher : Philip Vickers
- 1959 : La Lorelei brune (Whirlpool) de Lewis Allen : Herman
- 1961 : Gorgo (Gorgo) d'Eugène Lourié : Slam Slade
- 1961 : Un traître à Scotland Yard (Offbeat) de Cliff Owen : Layton / Steve Ross
- 1964 : La Poupée diabolique (Devil Doll) de Lindsay Shonteff : Mark English
- 1965 : Orgie satanique (Devils of Darkness) de Lance Comfort : Paul Baxter
- 1967 : On ne vit que deux fois (You Only Live Twice) de Lewis Gilbert : le porte-parole du Pentagone
- 1968 : 2001, l'Odyssée de l'espace (2001: A Space Odyssey) de Stanley Kubrick : le professeur Heywood R. Floyd
- 1973 : Les Créatures de l'ombre (Don't Be Afraid of the Dark) de John Newland : Tom Henderson
- 1974 : Les Casseurs de gang (Busting) de Peter Hyams : Monsieur Weldman
- 1975 : L'Odyssée du Hindenburg (The Hindenburg) de Robert Wise : un colonel de l'Armée de l'air
- 1976 : Le Nouvel Homme invisible (Gemini Man) (série TV) : Leonard Driscoll
- 1977 : L'Homme qui valait trois milliards (The Six Million Dollar Man) (série TV) (saison 5 épisode 1) : Amiral Prescott
- 1978 : Le ciel peut attendre (Heaven Can Wait) de Warren Beatty et Buck Henry : le journaliste du nucléaire